# Kristian Riis
Kristian Riis, né le 17 février 1997 à Haderslev au Danemark, est un footballeur danois qui évolue actuellement au poste de défenseur central au Lyngby BK.

## Biographie

### En club
Kristian Riis est formé au FC Midtjylland. En juin 2016 il signe son premier contrat professionnel et est promu en équipe première. Il joue son premier match en professionnel à l'occasion d'une rencontre de Ligue Europa face au FK Sūduva Marijampolė le 7 juillet 2016. Il entre en jeu ce jour-là à la place de Kian Hansen et son équipe s'impose sur le score de un but à zéro. Le 31 juillet suivant il joue son premier match de Superligaen face au Silkeborg IF. Il est titularisé lors de cette rencontre remportée par trois buts à zéro par le FC Midtjylland.
Le 31 août 2018 Riis est prêté pour le reste de la saison au Vendsyssel FF.
Il devient Champion du Danemark en ayant participé au parcours du FC Midtjylland au début de la saison 2017-2018.
Le 21 août 2018 il est prêté à l'Esbjerg fB pour une saison. Il joue son premier et seul match avec Esbjerg le 7 octobre 2018 face à l'AC Horsens. Il entre en jeu à la place d'Adrian Petre ce jour-là et son équipe s'impose par deux buts à un.
Blessé une bonne partie de son prêt, il retourne au FC Midtjylland où il poursuit sa rééducation.
En juillet 2021 Kristian Riis s'engage avec le Lyngby BK, club venant tout juste d'être relégué en deuxième division danoise.

### En sélection
Retenu avec l'équipe du Danemark espoirs en mars 2017, il déclare finalement forfait pour cause de blessure.

## Palmarès
FC Midtjylland
- Championnat du Danemark (1) :
  - Champion : 2017-18.